# Atypophthalmus bourbonensis
Atypophthalmus bourbonensis är en tvåvingeart som först beskrevs av Alexander 1957.  Atypophthalmus bourbonensis ingår i släktet Atypophthalmus och familjen småharkrankar.
Artens utbredningsområde är Réunion. Inga underarter finns listade i Catalogue of Life.